# Djursholms AB
Djursholms AB är ett svenskt bolag som grundades år 1889 med syftet att anlägga en villastad på mark som tidigare tillhört Djursholmsgodset strax norr om Stockholm. Djursholms AB var ursprungligen privatägt. År 1902 förvärvade dåvarande Djursholms köping aktiemajoriteten och år 1925 övergick bolaget helt i dåvarande Djursholms stads ägo. S
Bolaget köptes av Danderyds kommun 1971. Det har kommunens uppdrag att äga och förvalta  exploateringsfastigheter och fastigheter för kommunal verksamhet och byggnader i Danderyds kommun.

## Historik

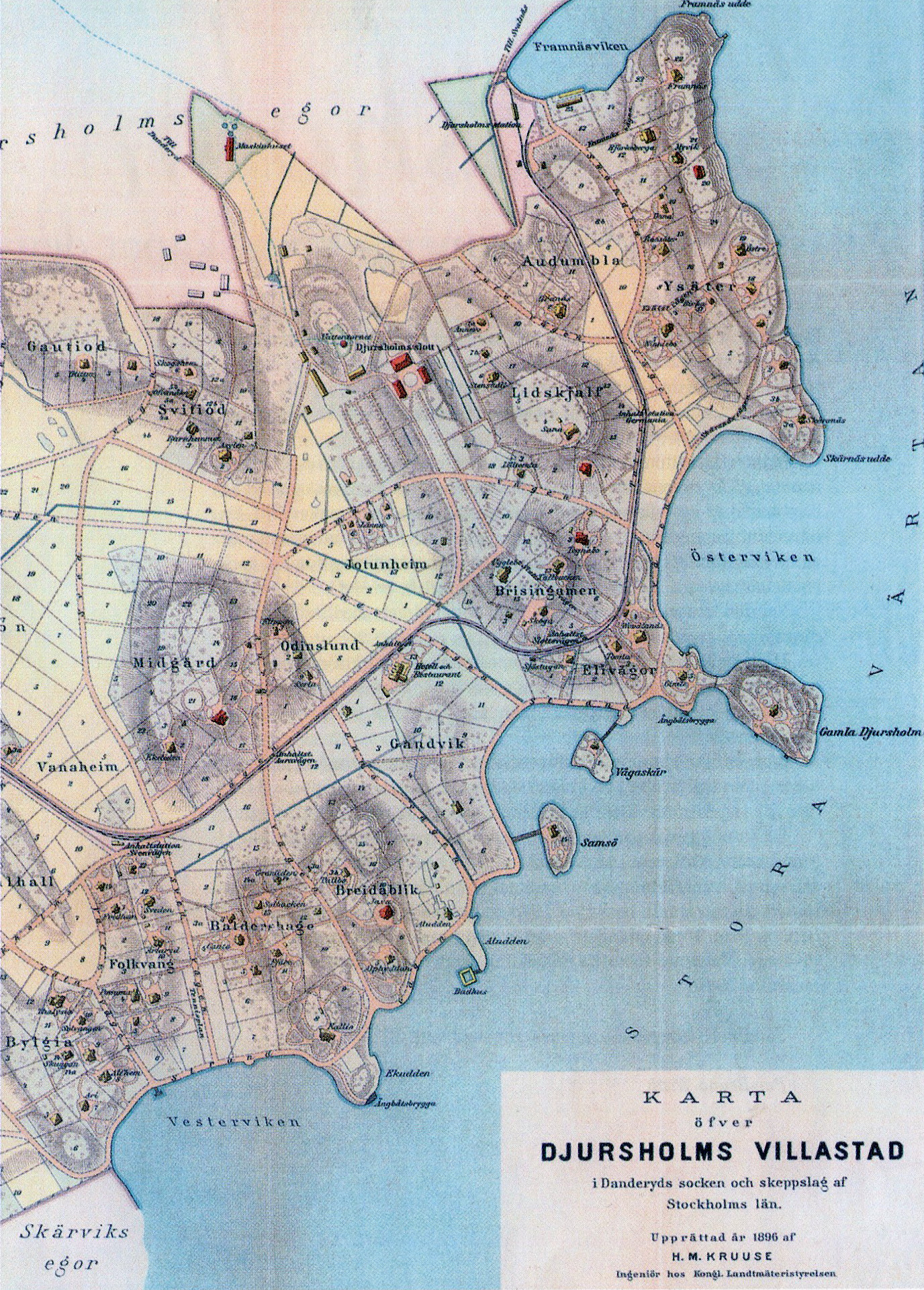
Karta över Djursholms villastad 1896.

Djursholms AB grundades på initiativ av bankdirektör Henrik Palme, som sedan tidigare ägde godsets grannområde i norr, Svalnäs. I juni 1889 köpte han och ytterligare tre delägare (konsul Oscar Ekman, bankiren Louis Fraenckel och grosshandlaren Emil Egnell) Djursholmsgodset, cirka 1 600 hektar, för att stycka av tomter och anlägga villastaden Djursholm. Köpesumman var 500 000 kronor. Priset var således cirka 3 öre per kvadratmeter.
Bolagsordningen godkändes av konungen den 12 oktober 1889. Konstituerande bolagsstämma hölls den 10 samma månad. Aktiekapitalet var 400 000 kronor. Henrik Palme blev själv både bolagets förste ordförande och dess verkställande direktör.
Henrik Palme skrev år 1889 i bolagets första prospekt för villaförsäljningen att Djursholmsbolaget skulle bekosta den "för villastaden erforderliga allmänna arbeten såsom järnvägsbyggnaden, vattenledningen, elektriska ljusstationen, väganläggningarna m. m. Intill dess villastaden nått ett invånarantal av 1.000 bestrider bolaget jämväl alla allmänna kostnader såsom för gatubelysningen, vakthållningen m. m."
Redan under hösten 1889 kom tomtförsäljningen igång, samtidigt som det pågick arbete med att anlägga gator, VA-ledningar med mera.
Bolaget anlade och ägde järnvägslinjen Djursholmsbanan mellan år 1890 och 1892, då Djursholms AB sålde järnvägen till Stockholm-Rimbo Järnvägsaktiebolag.

## Samhällets första år
Djursholms AB hade under villasamhällets första år ansvar för stora delar av den kommunala servicen, bland annat skolan, och öppnade år 1891 Djursholms samskola i Djursholms slott som också ägdes av bolaget. Henrik Palme fick lämna chefskapet den 30 maj 1891, sedan en ombyggnad av Djursholms slott blivit mer än dubbelt så dyr än planerat. Bolaget stod som byggherre för Samskolans nya byggnad som invigdes år 1910.
Bolaget köpte successivt ytterligare mark och anlade nya tomter, samt vatten- och avloppsnät till dessa. Henrik Palme sålde år 1897 en del av Svalnäs, 122 tunnland i Svalnässkogen utmed stranden norr om Framnäsviken. Hela Svalnäs egendom köptes in år 1934. År 1909 förvärvades Berga (21 tunnland) för 76 000 kronor. År 1899 sålde bolaget de första tomterna i Ekeby.
År 1899 hade samhället växt så mycket att bolagets styrelse började planera för att området, i enlighet med Henrik Palmes ursprungliga planer, skulle lämna dåvarande Danderyds kommun och bilda en egen kommunal enhet. Djursholm blev municipalsamhälle år 1900 och köping år 1901. Orten blev stad år 1914. I samband med dessa förändringar övergick flera av bolagets uppgifter till den kommunala organisationen.

## Djursholms skapare

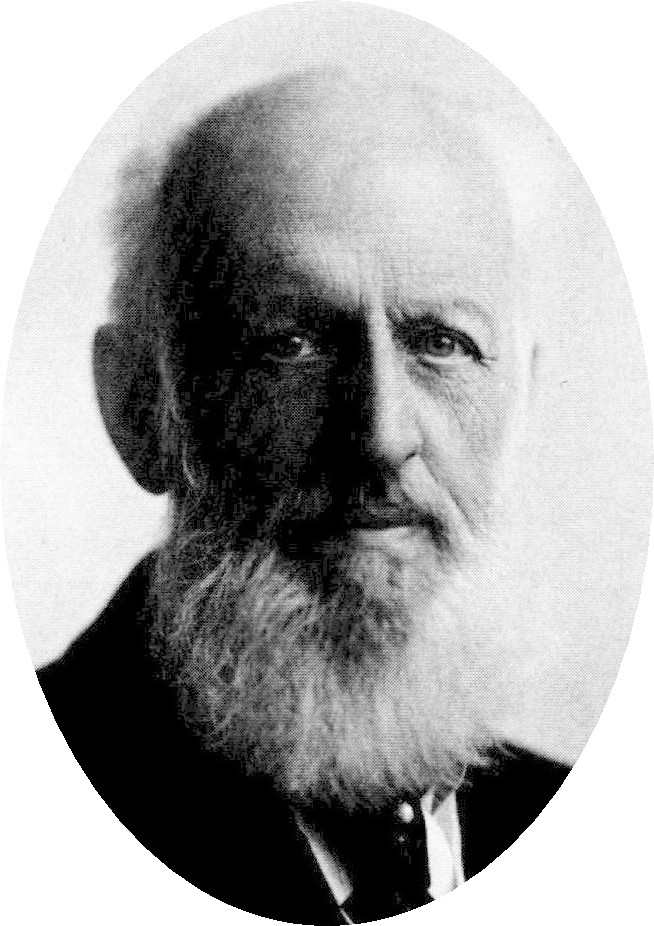
Henrik Palme
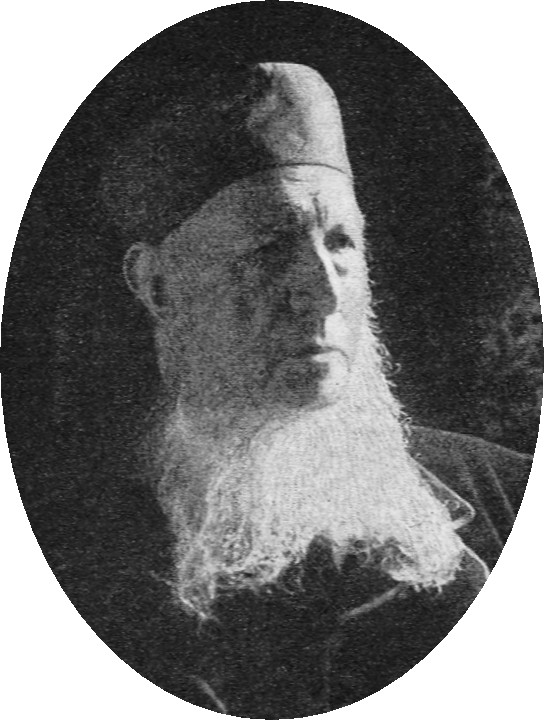
Oscar Ekman
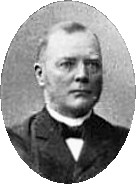
Emil Egnell
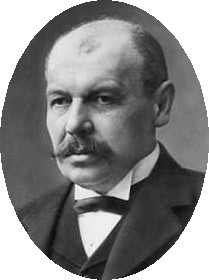
Louis Fraenckel